# Tso Ying
Die Tso Ying ist ein Zerstörer der Republik China (Taiwan) und wird ursprünglich der Kidd-Klasse der US Navy zugerechnet.

## Geschichte
Das Schiff wurde 1978 bei Ingalls Shipbuilding für den Iran in Auftrag gegeben, wo es Kouroush hätte heißen sollen. Noch vor dem Stapellauf 1979 wurde das Schiff jedoch von der United States Navy übernommen und 1981 als United States Ship Kidd (DDG-993) in Dienst gestellt.  Seinen Namen erhielt es nach dem im Zweiten Weltkrieg gefallenen Admiral Isaac C. Kidd benannt.
Nach Erprobungsfahrten des neuen Schiffes folgte die erste Verlegung im Dezember 1982. Ziel war das Mittelmeer und der Indische Ozean, in beiden Meeren wurden mehrere Freundschaftsbesuche in Häfen durchgeführt.
In den folgenden Jahren folgten weitere Fahrten in die Region, wobei neben Hafenbesuchen auch Manöver mit Marinen befreundeter Staaten durchgeführt wurden. Unter anderem fuhr das Schiff während der Operation Northern Wedding als Geleitschutz für die Iowa.
1987 nahm die Kidd an Operation Earnest Will teil, während der Suboperation Nimble Archer war der Zerstörer an der Beschießung von iranischen Ölplattformen beteiligt. Ab August 1988 folgte eine einjährige Überholung in der Philadelphia Naval Shipyard.
Am 9. Januar 1991 verlegte die Kidd mit der McInerney in den persischen Golf, wo die Schiffe an der Operation Desert Storm teilnahmen. Unter anderem wurde das Schiff zur Suche nach Seeminen genutzt, insgesamt fand und entschärfte die Besatzung 15 Minen. Das Jahr 1992 verbrachte der Zerstörer in den Gewässern Mittelamerikas, wo er Drogenschmuggler aufspüren und abfangen sollte.
1994 fuhr die Kidd als Teil einer Trägerkampfgruppe unter Führung der Dwight D. Eisenhower wiederum ins Mittelmeer. Nach Manövern wurden die Schiffe während der Operation Sharp Guard, der Operation Deny Flight sowie der Operation Provide Promise eingesetzt.
Nach weiteren Schmugglerjagden und Hafenbesuchen in der Karibik 1996 und 1997 wurde die Kidd am 12. März 1998 außer Dienst gestellt und der Reserveflotte zugeteilt. 2001 begannen Verhandlungen über einen Verkauf an die Republik China (Taiwan), Ende 2006 wurde die Kidd dort als Tso Ying in Dienst gestellt.